# Jing Haipeng
Jing Haipeng (chinesisch 景海鵬 / 景海鹏, Pinyin Jǐng Hǎipéng; * 24. Oktober 1966 in Yanhu, Provinz Shanxi) ist ein chinesischer Kampfpilot, promovierter Nachrichtentechnik-Ingenieur und Raumfahrzeugführer beim Raumfahrerkorps der Volksbefreiungsarmee.

## Jugend und Dienst bei der Luftwaffe
Jing Haipeng wurde am 24. Oktober 1966 im Dorf Dongyangjiazhuo (东杨家卓村) der damaligen Volkskommune Anyi (安邑公社) im Stadtbezirk Yanhu von Yuncheng, ganz im Süden der zentralchinesischen Provinz Shanxi geboren. Sein Vater Jing Kaoxi (景靠喜) und seine Mutter Wang Zhenling (王珍玲) waren alteingesessene Landwirte, die hofften, dass ihr Sohn, der älteste von drei Geschwistern, eines Tages ein besseres Leben haben würde. Schon als Jugendlicher hatte Jing Haipeng davon geträumt, Pilot zu werden. Kurz vor dem Abitur am Xiezhou-Gymnasium (解州中学) von Yanhu meldete er sich zur Luftwaffe und wurde im Juni 1985 zusammen mit seinem späteren Raumfahrerkollegen Zhang Xiaoguang an der 2. Grundausbildungsschule der chinesischen Luftwaffe, Baoding, in die Volksbefreiungsarmee aufgenommen.
Nach dem Abschluss einer dreijährigen Grundausbildung wechselte er 1988 an die 12. Pilotenakademie der Luftwaffe (空军第十二飞行学院), die ihren Hauptsitz in Linfen hatte.
Jing Haipeng kam jedoch zum in Yuncheng stationierten Ausbildungsregiment 1 der Akademie, wo er auf einem propellergetriebenen Schulflugzeug vom Typ Nanchang CJ-6 (初教6) mit der Flugausbildung begann. Parallel dazu musste er schwimmen lernen, etwas, wozu er im ländlichen und sehr trockenen Shanxi keine Gelegenheit gehabt hatte. Jing Haipeng stieg bald zum Gruppenführer in seiner Ausbildungsstaffel auf. Er war einer der ersten in seinem Jahrgang (48 Pilotenanwärter in vier Staffeln), denen gestattet wurde, alleine zu fliegen. Nach seinem Abschluss im Jahr 1990 schlug die Schulleitung vor, dass er als Ausbilder an der Akademie bleiben sollte. Jing Haipeng wollte jedoch Strahlflugzeugführer werden und machte noch eine einjährige Ausbildung auf dem zweisitzigen Strahltrainer MiG-15UTI. Danach wurde er im Juni 1991 nach Wuxi versetzt, wo er das Jagdflugzeug Shenyang J-6 flog.
Am 7. November 1993 heiratete er in Wuxi die Luftwaffensoldatin Zhang Ping (张萍), im August 1997 wurde ihr Sohn Jing Yufei (景宇飞, „Weltraumflieger“) geboren.

## Frühe Raumfahrtmissionen
Im Oktober 1995 begannen Experten der damaligen Kommission für Wissenschaft, Technik und Industrie für Landesverteidigung und der Luftstreitkräfte der Volksrepublik China mit der Auswahl von Raumfahrerkandidaten für das am 21. September 1992 gestartete bemannte Raumfahrtprogramm der Volksrepublik China. Dies sollte an sich im Stillen und zunächst allein über die Personalakten geschehen, aber Anfang 1996 hörte Jing Haipeng in der Kaserne von dem Projekt. Unverzüglich meldete er sich freiwillig. Mittlerweile war er Oberst und im Stab seines Regiments für die Navigation zuständig. Aber er hatte insgesamt 1200 unfallfreie Flugstunden absolviert – wofür ihm das Tätigkeitsabzeichen Militärluftfahrzeugführer der Stufe I verliehen wurde – und damit doppelt soviele Flugstunden wie für Raumfahrerkandidaten gefordert. Nach einem mehrstufigen Auswahlprozess wurde er am 5. Januar 1998 in das Raumfahrerkorps der Volksbefreiungsarmee aufgenommen.
Fünf Jahre lang trainierte Jing Haipeng zusammen mit seinen Raumfahrerkollegen für Chinas ersten bemannten Raumflug im Herbst 2003. Am Ende waren es dann jedoch Zhai Zhigang, Nie Haisheng und Yang Liwei, die in die finale Auswahl für den Flug kamen. Am 15. Oktober 2003 hob Yang Liwei mit dem Raumschiff Shenzhou 5 als erster Chinese ins All ab. Im Juni 2005 wurden Jing Haipeng und sein Partner Liu Boming als eine der drei möglichen Mannschaften für die Mission Shenzhou 6 ausgewählt – die Raumfahrer übten für diesen Flug in festen Zweiergruppen – bei der dann aber im Oktober jenes Jahres Fei Junlong und Nie Haisheng fast fünf Tage im All verbrachten.

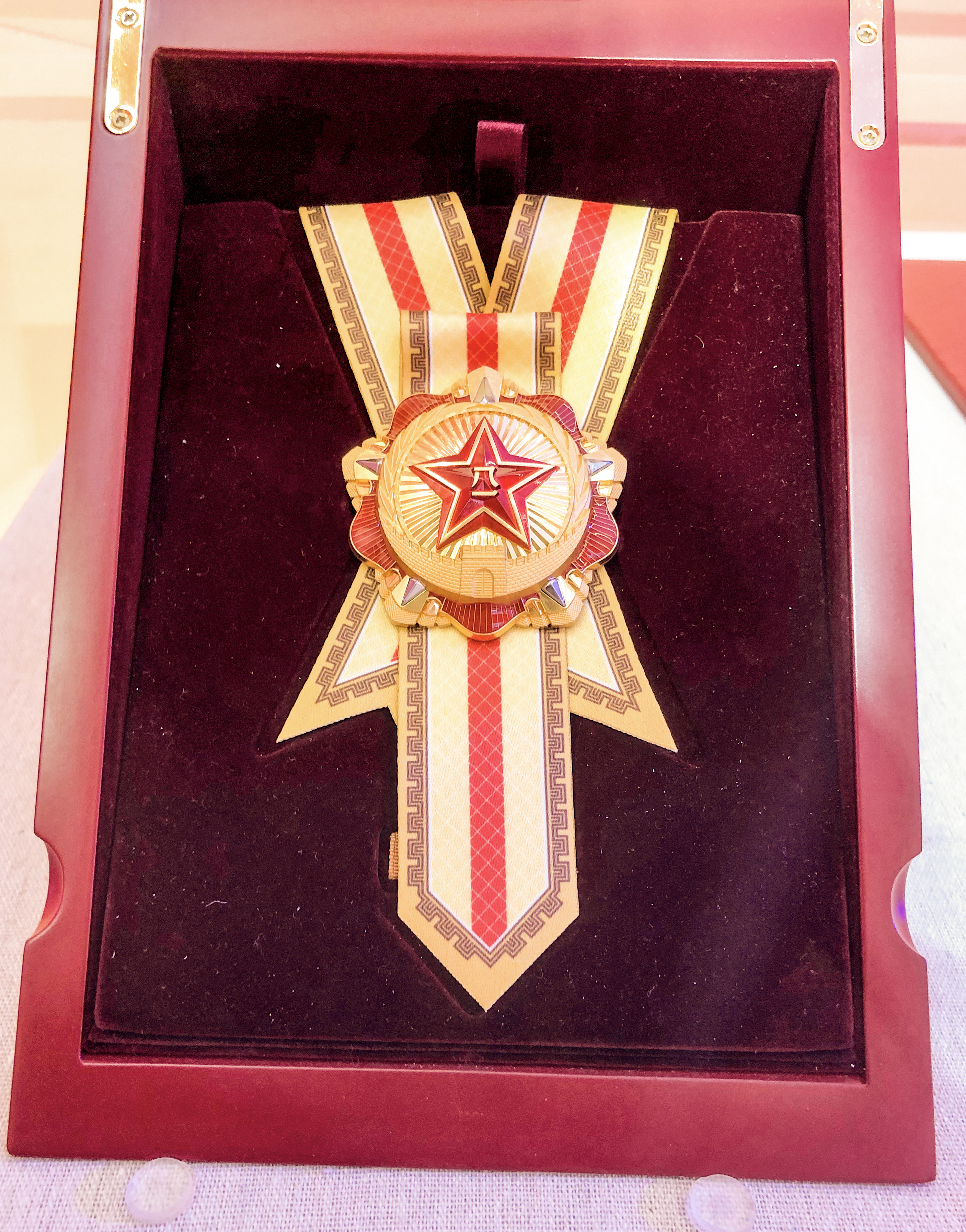
Orden des 1. August

Am 25. September 2008 startete Jing Haipeng schließlich zusammen mit Zhai Zhigang und Liu Boming mit dem Raumschiff Shenzhou 7 ins All. Shenzhou 7 war der dritte bemannte Weltraumflug Chinas und der erste, bei dem ein Weltraumausstieg durchgeführt wurde. Jings Aufgabe bei diesem Flug war, die Systeme des Raumschiffs von der unter Druck stehenden Landekapsel aus zu überwachen, während Liu Boming von dem zum Weltall offenen Orbitalmodul aus Zhai Zhigang bei dessen Außenbordeinsatz assistierte.
Danach war Jing Haipeng Kommandant des Raumschiffs Shenzhou 9, das am 16. Juni 2012 zum Raumlabor Tiangong 1 startete. Er war damit der erste chinesische Raumfahrer, der mehr als einen Raumflug absolvierte. Zu seiner Mannschaft gehörten Liu Wang und Liu Yang, die erste Chinesin im Weltall.
Am 16. Oktober 2016 startete Jing als Kommandant des Raumschiffes Shenzhou 11, zusammen mit seinem Landsmann Chen Dong, zu seiner dritten Mission. Die beiden verbrachten  29 Tage im Raumlabor Tiangong 2. Mit diesem Flug war Jing Haipeng der erste chinesische Raumfahrer, der dreimal ins All flog und hielt bis 2021 mit 47 Tagen im All den chinesischen Rekord. Am 28. Juli 2017, wenige Tage vor dem 90. Gründungstag der Volksbefreiungsarmee, verlieh ihm Staatspräsident Xi Jinping in seiner Eigenschaft als Vorsitzender der Zentralen Militärkommission den Orden des 1. August (八一勋章), die höchste militärische Auszeichnung der Volksrepublik China.
Neben seinem Raumfahrer-Training hatte Jing Haipeng seit 2013 an der Fakultät für Elektronik und Informationstechnologie der Jiaotong-Universität Xi’an studiert, wo er im September 2018 promovierte.

## Dienst beim Heer und politisches Engagement
Im Juli 2019 wurde Jing Haipeng, seit Ende 2013 Generalmajor, zum Heer nach Baoding versetzt, wo er mit Wirkung vom 22. Juli 2019, dem Jahrestag des Pingjiang-Aufstands, stellvertretender Kommandeur der 82. Armee (中国人民解放军陆军第八十二集团军) wurde, auch bekannt als „Einheit 31677“ (31677部队).
Am 1. September 1987, noch in seiner Zeit an der 2. Grundausbildungsschule in Baoding, war Jing Haipeng auf Wunsch seiner Eltern in die Kommunistische Partei Chinas eingetreten. Er bringt sich auch aktiv in die Parteiarbeit ein. So nahm er zum Beispiel im Oktober 2017 als Delegierter der Volksbefreiungsarmee am 19. Parteitag der KPCh teil, auf dem Xi Jinpings Ideen des Sozialismus chinesischer Prägung im neuen Zeitalter in das Parteiprogramm aufgenommen wurden.

## Kommandant des Raumfahrerkorps
Mit Wirkung vom 1. Dezember 2021 kehrte Jing Haipeng im Alter von 55 Jahren zum Raumfahrerkorps zurück. Er übernahm von Nie Haisheng das Amt des Kommandanten des Raumfahrerkorps und war nun neben der Erstellung der Dienstpläne unter anderem für die Leitung der Pressekonferenzen mit den Raumfahrern zuständig.
Im Mai 2023, vor seinem Start zur Mission Shenzhou 16 (siehe unten), gab er das Amt des Kommandanten des Raumfahrerkorps an Chen Dong von der Auswahlgruppe 2010 ab.
Seit 2022 ist Jing Haipeng auch stellvertretender Kommandant des Raumfahrersystems beim Büro für bemannte Raumfahrt.
Parallel dazu hielt er sich körperlich in Form und absolvierte täglich die für Raumfahrer üblichen 600 Liegestütze, 600 Sit-ups und 1000 Seilsprünge.
Zur Einordnung: Wang Yaping, die Seilsprung-Rekordhalterin im Raumfahrerkorps, macht 219 Seilsprünge pro Minute.

## Shenzhou 16
Trotz seiner administrativen Aufgaben wurde Jing Haipeng im Juni 2022 als Kommandant für die Mission Shenzhou 16 zur Chinesischen Raumstation ausgewählt, Am 30. Mai 2023 startete er zusammen mit Bordingenieur Zhu Yangzhu von der Hochschule für Raumfahrttechnik und Nutzlastexperte Gui Haichao von der Universität für Luft- und Raumfahrt Peking vom Kosmodrom Jiuquan zur Chinesischen Raumstation.
Da alle drei promoviert haben, wurden sie in der chinesischen Presse als „Doktorenmannschaft“ (博士乘组) bezeichnet.
Knapp sieben Stunden nach dem Start koppelte das Raumschiff an der Nadirschleuse des Kernmoduls Tianhe an. Drei Tage lang erklärte die alte Besatzung der Mannschaft von Shenzhou 16 den Status der Geräte in der Station, dann fand am 2. Juni 2023 der offizielle Wachwechsel statt und Jing Haipeng übernahm von seinem Vorgänger Fei Junlong den Posten des Stationskommandanten.
Am 20. Juli 2023 führte Jing Haipeng zusammen mit Zhu Yangzhu einen etwa achtstündigen Außenbordeinsatz durch, der um 13:40 Uhr UTC beendet war. Dabei setzten die beiden eine Außenkamera am Kernmodul Tianhe sowie zwei Außenkameras am Wissenschaftsmodul Mengtian auf höhere Sockel. Bei der Mission Shenzhou 7 hatte Jing Haipeng im September 2008 den Außenbordeinsatz Zhai Zhigangs von der Landekapsel des Raumschiffs aus überwacht. Dies war nun das erste Mal, dass er – mit fast 57 Jahren – selbst einen Außenbordeinsatz absolvierte.
Für die wissenschaftlichen Experimente während der Mission waren Gui Haichao und Zhu Yangzhu zuständig; Jing Haipeng hatte dort nur unterstützende Aufgaben. In seinen Zuständigkeitsbereich als Kommandant fiel dagegen die Logistik. Als die Mannschaft am 30. Mai 2023 auf der Station eintraf, waren die Arbeitsräume und auch die Kugelschleuse von der Vorgängermission bereits stark mit Frachtpaketen zugestellt worden. Dazu kamen dann weitere Pakete, die zwanzig Tage vorher mit dem Frachtraumschiff Tianzhou 6 zur Station gebracht worden waren, das ebenfalls entladen werden musste. Unter der Leitung von Jing Haipeng wurden während der Mission Shenzhou 16 etwa 850 Pakete bewegt, entleert, das Verpackungsmaterial komprimiert und in den ausgedienten, an der Bugschleuse angekoppelten Frachter Tianzhou 5 verladen, der am 11. September 2023 von der Station abkoppelte und einen Tag später über dem Südpazifik zum Absturz gebracht wurde.
Am 26. Oktober 2023 traf die Mannschaft von Shenzhou 17 nach sechseinhalbstündigem Flug auf der Raumstation ein. Jing Haipeng kalligrafierte für sie eigens ein Banner in klassischen Langzeichen: 歡迎隊友 – „Willkommen, Kameraden!“